# Ognon
Ognon je reka v vzhodni francoski regiji Franche-Comté, levi pritok Saone. Izvira v Vogezih  v bližini vrha Ballon d'Alsace, teče v smeri jugozahoda in se po 215 km pri Pontailler-sur-Saône izliva v Saono.

## Geografija

### Porečje
Pritoki reke Saone:
- Rahin (l),
- Scey (l),
- Reigne (d),
- Linotte (d),
- Résie.

opomba: levi (l), desni (d)

### Departmaji in kraji
Reka Saona teče skozi naslednje departmaje in kraje:
- Haute-Saône: Mélisey, Lure, Villersexel, Pesmes,
- Doubs: Rougemont,
- Jura: Montmirey-le-Château
- Côte-d'Or: Pontailler-sur-Saône.